# Carex magacis
Carex magacis är en halvgräsart som beskrevs av A.M.Molina, Acedo och Felix Llamas. Carex magacis ingår i släktet starrar, och familjen halvgräs. Inga underarter finns listade i Catalogue of Life.